# 椰鈴
椰鈴是一種敲擊樂器，屬於體鳴樂器，又可稱為「串珠葫蘆」或音譯「舒卡奈」，於西非及拉丁美洲都十分流行。
形像與沙槌很類近，兩者都是採用為葫蘆、椰子、各種瓜類等中至大體積的果實、經曬乾後再加工做成樂器。兩者最大的分別有：當果實曬乾後，椰鈴通常會把果實內的種子及果肉挖空取走，然後加上木製手柄，以及在樂器外圍套上了一層配滿了珠子的網，而演奏時通常只會一個，不會像沙槌般通常會一對使用。
現代的椰鈴，亦開始轉用塑膠或碳纖維等材料作為外殼，珠子的配搭也多樣化，由可以供大量生產的塑膠質地的魚網及色彩多樣化的塑膠珠，到仍然採用繩編的繩網及手工精緻的人手串珠。至於手柄部份，亦由舊式的密封式木手柄，改為如古巴Afoxé那種空手式的手柄，讓椰鈴有更重的共鳴。

## 演奏方法
椰鈴一般採取搖、拍、摩擦這三類演奏的手法。「搖」就是手持木柄去搖動樂器，使網上的珠自然地與外殼撞擊；「拍」就是利用手掌拍打珠網，撞擊聲相比「拍」可營造出不同聲量的撞擊聲，亦可處理較頻密而準確的節奏，不過相對的回音會比「搖」較短，悶音亦較多；最後是以手指或手掌把網上的珠與外殼作摩擦，如鐵沙鈴般得出細緻而緊密的摩擦聲音。這三種演秦技巧都各有特式，可以配合在不同的情況下使用。
椰鈴在古巴音樂中佔有重要地位，相比沙槌，椰鈴體型較大，但靈巧度卻比沙槌優勝，因此常用於民間音樂及流行音樂內。